# Ральф-Гергард Гаска
Ральф-Гергард Гаска (Ralf-Gerhard Haska) — пастор лютеранської церкви в Києві. Учасник Революції Гідності; захисник Євромайдану.

## З життєпису
Проживав у НДР. 1989 року став свідком падіння Берлінського муру.
Був пастором Німецької євангелічно-лютеранської церкви у Києві в 2009—2015 роках.
Підтримував мітингарів на Майдані Незалежності взимку 2013—2014 років та виступав за їхнє право на мирний протест. Гаска перетворив кірху святої Катерини на місце притулку та спокою. В умовах гострої небезпеки запобіг насильницькому протистоянню протестувальників і поліції, ставши між обома сторонами. Одного грудневого вечора 2013 року пастор Гаска став між демонстрантами й силовиками, запобігши зіткненню.
Через кілька тижнів все ж дійшло до силового протистояння, його церква на Лютеранській вулиці стала прихистком і лазаретом для поранених. Сам пастор зазнав легкого поранення гумовою кулею.
2015 року з родиною повернувся до Німеччини; живе в Баварії.
Станом на 2019 рік теж допомагає Україні — організовує відправку гуманітарних вантажів на Донбас. Завдяки його статтям у журналі «Ukraine Verstehen» німці мають уявлення про актуальні події в Україні.